# Württemberg-Hohenzollern
|  | Per a altres significats, vegeu «gau de Württemberg-Hohenzollern». |

Württemberg-Hohenzollern va ser un estat de la República Federal d'Alemanya. Va ser creat el 1945 com a part de la zona d'ocupació francesa. La seva capital fou Tübingen. El 1952 es va unir amb Württemberg-Baden i l'Estat de Baden per formar l'actual Baden-Württemberg.

## Història

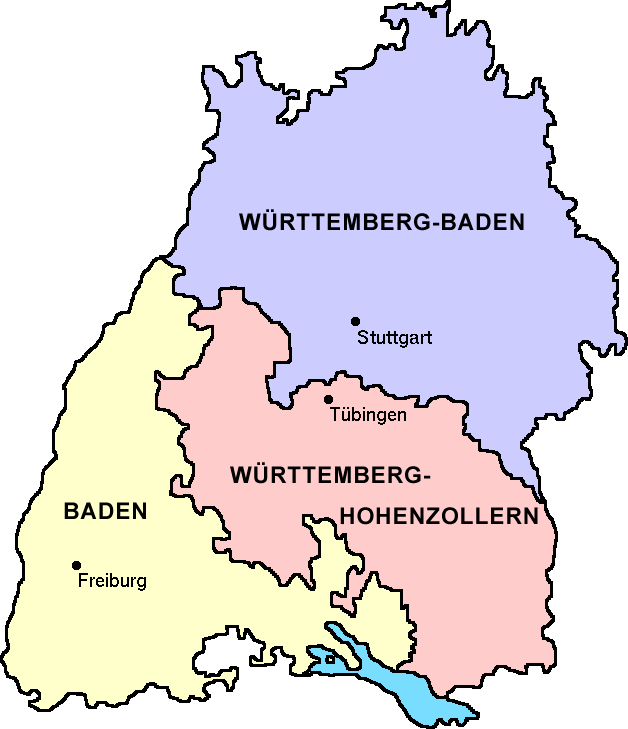
Els tres estats que es van fusionar per formar Baden-Württemberg el 1952.

Württemberg-Hohenzollern no s'ha de confondre amb el Gau del mateix nom que es va formar breument durant el Tercer Reich.
Württemberg-Hohenzollern consistia en la meitat meridional de l'antic estat de Württemberg i la província prussiana d'Hohenzollern. La meitat nord de Württemberg es va convertir en l'estat de Württemberg-Baden sota l'administració nord-americana. La divisió entre el nord i el sud es va establir de tal manera que l'autobahn de connexió entre Karlsruhe i Múnic (en l'actualitat Bundesautobahn 8) fos completament continguda dins de la zona americana.
El 18 de maig de 1947, es va promulgar una nova constitució i es va triar el primer parlament de Württemberg-Hohenzollern. El 23 de maig de 1949, l'Estat es va convertir en membre fundador de la República Federal d'Alemanya.
Una consulta es va celebrar el 24 de setembre de 1950 a Württemberg-Hohenzollern, Württemberg-Baden i Baden sobre una fusió dels tres estats, seguida d'un referèndum públic el 16 de desembre de 1951.. Els tres estats es van unir i l'estat alemany modern de Baden-Württemberg va ser fundat el 25 d'abril de 1952.

## Escut d'armes
L'escut d'armes utilitzat era el mateix que es feia servir a l'Estat Lliure Popular de Württemberg de la República de Weimar.

## Ministres-presidents de Württemberg-Hohenzollern
- 1945-1947: Carlo Schmid (SPD)
- 1947-1948: Lorenz Bock (CDU)
- 1948-1952: Gebhard Müller (CDU)

## Presidents del Landtag
- 1947-1952: Karl Gengler (CDU)